# OLX
OLX Group (от английски: Online Exchange – онлайн обмен) е глобална платформа за електронна търговия със седалище в Амстердам, принадлежаща на южноафриканската медийна и технологична група Naspers, основана през 2006 г. и действаща в 45 страни.
Платформата на OLX е място за онлайн обяви за покупка и продажба на услуги и стоки като електроника, модни артикули, мебели, стоки за бита, автомобили и велосипеди. През 2014 г., според съобщенията, платформата е имала 11 милиарда преглед на страници, 200 милиона активни потребители на месец, 25 милиона списъци и 8,5 милиона трансакции на месец.
Южноафриканската медийна група Naspers придобива мажоритарен дял от OLX през 2010 г., а през 2014 делът ѝ в компанията вече е 95%.

## История
Фабрис Гринда и Алехандро Оксендорф стартират компанията като алтернатива на Craigslist за останалия свят, извън САЩ.
През 2010 г. по-голямата част от компанията е придобита от южноафриканската медийна група Naspers. Към края на 2016 г. OLX пуска сайта Tradus за обяви и търговия с тежки машини.
През април 2014 г. клоновете на Naspers в Средна Европа – в Румъния, България, Казахстан, Беларус, Унгария и Полша са ребрандирани като OLX.